# Parid Xhihani
Parid Xhihani (Kavajë, 18 luglio 1983) è un ex calciatore albanese, di ruolo centrocampista.

## Carriera

### Nazionale
Ha esordito con la maglia della Nazionale albanese nel 2010, in una partita amichevole, entrando al minuto 57.

## Statistiche

### Presenze e reti nei club
Statistiche aggiornate al 21 aprile 2013.
| Stagione             | Squadra              | Campionato           | Campionato | Campionato | Coppe nazionali | Coppe nazionali | Coppe nazionali | Coppe continentali | Coppe continentali | Coppe continentali | Altre coppe | Altre coppe | Altre coppe | Totale | Totale |
| Stagione             | Squadra              | Comp                 | Pres       | Reti       | Comp            | Pres            | Reti            | Comp               | Pres               | Reti               | Comp        | Pres        | Reti        | Pres   | Reti   |
| -------------------- | -------------------- | -------------------- | ---------- | ---------- | --------------- | --------------- | --------------- | ------------------ | ------------------ | ------------------ | ----------- | ----------- | ----------- | ------ | ------ |
| 2000-2001            | Besa Kavajë          | KS                   | 20         | 4          | CA              | 0               | 0               | -                  | -                  | -                  | -           | -           | -           | 20     | 4      |
| 2001-2002            | Shkumbini            | KS                   | 19         | 4          | CA              | 0               | 0               | -                  | -                  | -                  | -           | -           | -           | 19     | 4      |
| 2002-2003            | Besa Kavajë          | KS                   | 25         | 6          | CA              | 0               | 0               | -                  | -                  | -                  | -           | -           | -           | 25     | 6      |
| 2003-2004            | Dinamo Tirana        | KS                   | 31         | 0          | CA              | 0               | 0               | CU                 | 2                  | 1                  | -           | -           | -           | 33     | 1      |
| 2004-2005            | Dinamo Tirana        | KS                   | 25         | 5          | CA              | 0               | 0               | CU                 | 2                  | 0                  | -           | -           | -           | 27     | 5      |
| Totale Dinamo Tirana | Totale Dinamo Tirana | Totale Dinamo Tirana | 56         | 5          |                 | 0               | 0               |                    | 4                  | 1                  |             |             |             | 60     | 6      |
| 2005-2006            | Teuta                | KS                   | 30         | 5          | CA              | 0               | 0               | CU                 | 2                  | 0                  | SA          | 1           | 0           | 33     | 5      |
| 2006-2007            | Besa Kavajë          | KS                   | 29         | 10         | CA              | 0               | 0               | -                  | -                  | -                  | -           | -           | -           | 29     | 10     |
| 2007-2008            | Besa Kavajë          | KS                   | 32         | 13         | CA              | 0               | 0               | CU                 | 4                  | 0                  | SA          | 1           | 0           | 37     | 13     |
| 2008-2009            | Zorja                | PL                   | 25         | 10         | CU              | 1               | 0               | -                  | -                  | -                  | -           | -           | -           | 26     | 10     |
| 2009-2010            | Zorja                | PL                   | 22         | 2          | CU              | 1               | 0               | -                  | -                  | -                  | -           | -           | -           | 23     | 2      |
| 2010-2011            | Zorja                | PL                   | 3          | 1          | CU              | 0               | 0               | -                  | -                  | -                  | -           | -           | -           | 3      | 1      |
| Totale Zorja         | Totale Zorja         | Totale Zorja         | 50         | 13         |                 | 2               | 0               |                    |                    |                    |             |             |             | 52     | 13     |
| 2011-2012            | Kastrioti            | KS                   | 20         | 2          | CA              | 12              | 4               | -                  | -                  | -                  | -           | -           | -           | 32     | 6      |
| 2012-2013            | Besa Kavajë          | KS                   | 10         | 0          | CA              | 2               | 0               | -                  | -                  | -                  | -           | -           | -           | 12     | 0      |
| Totale Besa Kavajë   | Totale Besa Kavajë   | Totale Besa Kavajë   | 116        | 33         |                 | 2               | 0               |                    | 4                  | 0                  |             | 1           | 0           | 123    | 33     |
| Totale carriera      | Totale carriera      | Totale carriera      | 291        | 62         |                 | 16              | 4               |                    | 10                 | 1                  |             | 2           | 0           | 319    | 67     |

### Cronologia presenze e reti in Nazionale
| Cronologia completa delle presenze e delle reti in nazionale ― Albania | Cronologia completa delle presenze e delle reti in nazionale ― Albania | Cronologia completa delle presenze e delle reti in nazionale ― Albania | Cronologia completa delle presenze e delle reti in nazionale ― Albania | Cronologia completa delle presenze e delle reti in nazionale ― Albania | Cronologia completa delle presenze e delle reti in nazionale ― Albania | Cronologia completa delle presenze e delle reti in nazionale ― Albania | Cronologia completa delle presenze e delle reti in nazionale ― Albania |
| Data                                                                   | Città                                                                  | In casa                                                                | Risultato                                                              | Ospiti                                                                 | Competizione                                                           | Reti                                                                   | Note                                                                   |
| ---------------------------------------------------------------------- | ---------------------------------------------------------------------- | ---------------------------------------------------------------------- | ---------------------------------------------------------------------- | ---------------------------------------------------------------------- | ---------------------------------------------------------------------- | ---------------------------------------------------------------------- | ---------------------------------------------------------------------- |
| 2-6-2010                                                               | Tirana                                                                 | Albania                                                                | 1 – 0                                                                  | Andorra                                                                | Amichevole                                                             | -                                                                      | 57’                                                                    |
| Totale                                                                 |                                                                        | Presenze                                                               | 1                                                                      |                                                                        | Reti                                                                   | 0                                                                      |                                                                        |

## Palmarès

### Club

#### Competizioni nazionali
- Coppa d'Albania: 1

Besa Kavajë: 2006-2007